# Don't Be Cruel (álbum)
Don't Be Cruel es el segundo álbum del cantante estadounidense de R&B Bobby Brown, lanzado en 1988 por la MCA Records. Este incluye los hits "Don't Be Cruel" y "My Prerogative", el único número uno de Brown en el Billboard Hot 100. "My Prerogative" fue posteriormente cover por Britney Spears en el 2004, y lanzado como sencillo.

## Lista de canciones
1. "Cruel Prelude"
2. "Don't Be Cruel" (#8 EE. UU.)
3. "My Prerogative" (#1 EE. UU.)
4. "Roni" (#3 EE. UU.)
5. "Rock Wit'cha" (#7 EE. UU.)
6. "Every Little Step" (#3 EE. UU.)
7. "I'll Be Good To You"
8. "Take It Slow"
9. "All Day All Night"
10. "I Really Love You Girl"
11. "Cruel Reprise"

- Datos: Q3295069